# Verchen
Verchen (pol. Wierzchno) – gmina w Niemczech,  w kraju związkowym Meklemburgia-Pomorze Przednie, w powiecie Mecklenburgische Seenplatte, wchodząca w skład Związku Gmin Demmin-Land. Miejsce bitwy w 1164, po której Bogusław I złożył hołd lenny Henrykowi Lwu.